# Avatar: The Last Airbender (видео-игра)
Аватар: Последњи владар ветрова је видео игра базирана на истоименој анимираној серији. Током 2007. године, објављен је наставак по имену Аватар: Последњи владар ветрова – Спаљивање Земље. Верзију за конзоле, развио је THQ Studio Australia.

## Гејмплеј
Видео игра Аватар: Последњи владар ветрова омогућава играчу да контролише једног од четири карактера - Анг, Катара, Хару или Сока - у авантури за једног играча. Сваки лик користи своје властито оружје и стил борбе, и може стећи нова посебна знања кроз искуство стечено од победе непријатеља. Разноврсни предмети могу помоћи играчу са задацима, или током битке (оклоп, чи, чаробни прибор или лековити напици). Игра такође омогућава играчу да прикупи одређене ресурсе и донесе их занатлији који би им направио одређене предмете. Непријатељи су углавном владари ватром, машине и разне животиње из анимиране серијем
који се углавно појављују у првој сезони.

## Пријем
Упркос мешовитим оценама критичара, Аватар: Последњи владар ветрова је постао комерицално успешан, продајући се у више од милион примерака широм света од фебруара 2007. године и постао је најпродаванији производ Никелодионове кампање из 2006. године.